# Visz
Visz je selo u središnjoj zapadnoj Mađarskoj.
Zauzima površinu od 6,02 km četvornih.

## Zemljopisni položaj
Nalazi se na 46° 43′ 34,03″  sjeverne zemljopisne širine i 17° 46′ 57,65″ istočne zemljopisne dužine.
Jugozapadno je Somogytúr, sjeverozapadno su Latranska pustara i Latran, sjeveroistočno je Teleki, Nagycsepely i Kötcse, jugoistočno su Karadin i  Alsócsesztapuszta, južno su Somogybabod i Kisbabod.

## Upravna organizacija
Nalazi se u Fonjodskoj mikroregiji u Šomođskoj županiji. Poštanski broj je 8681.

## Povijest
Kroz povijest pripadala je obiteljima Bárány, Jankovich, Palocsay i Szalay.

## Gospodarstvo
- farma magaraca

## Promet
Kroz Visz prolazi državna cestovna prometnica br. 67. 

## Stanovništvo
Visz ima 217 stanovnika (2001.). Većina su Mađari.